# مقاطعة هاريو
مديرية هاريو (Harju County) في جمهورية استونيا على الشاطئ الجنوبي للخليج الفنلندي، تجاور مديرية لانا على حدودها الجنوبية الغربية ومديرية رابلا ومديرية يارفا إلى الجنوب ومديرية لانا فيرو إلى الشرق، وتعتبر عاصمة المديرية هي عاصمة الدولة تالين.

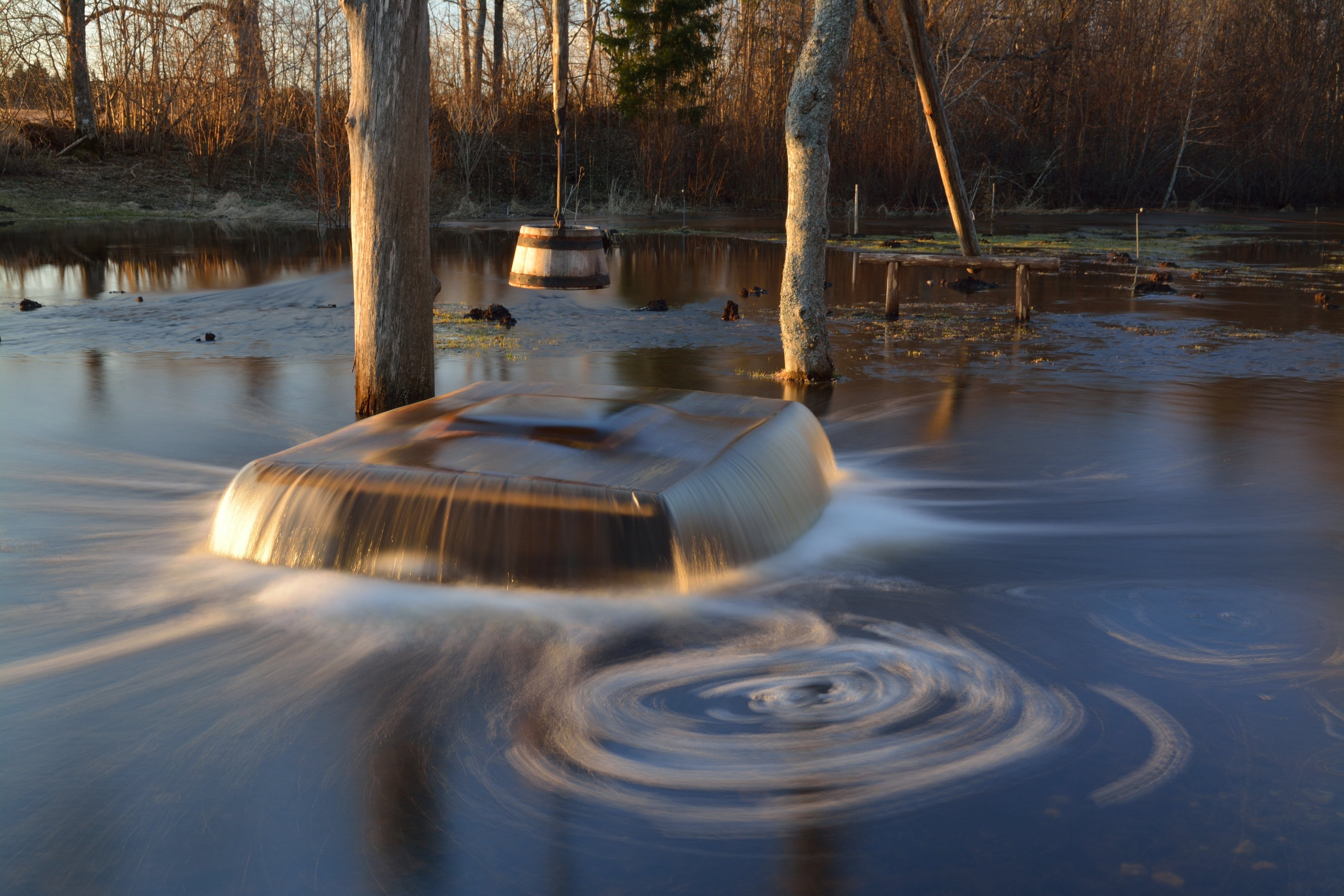
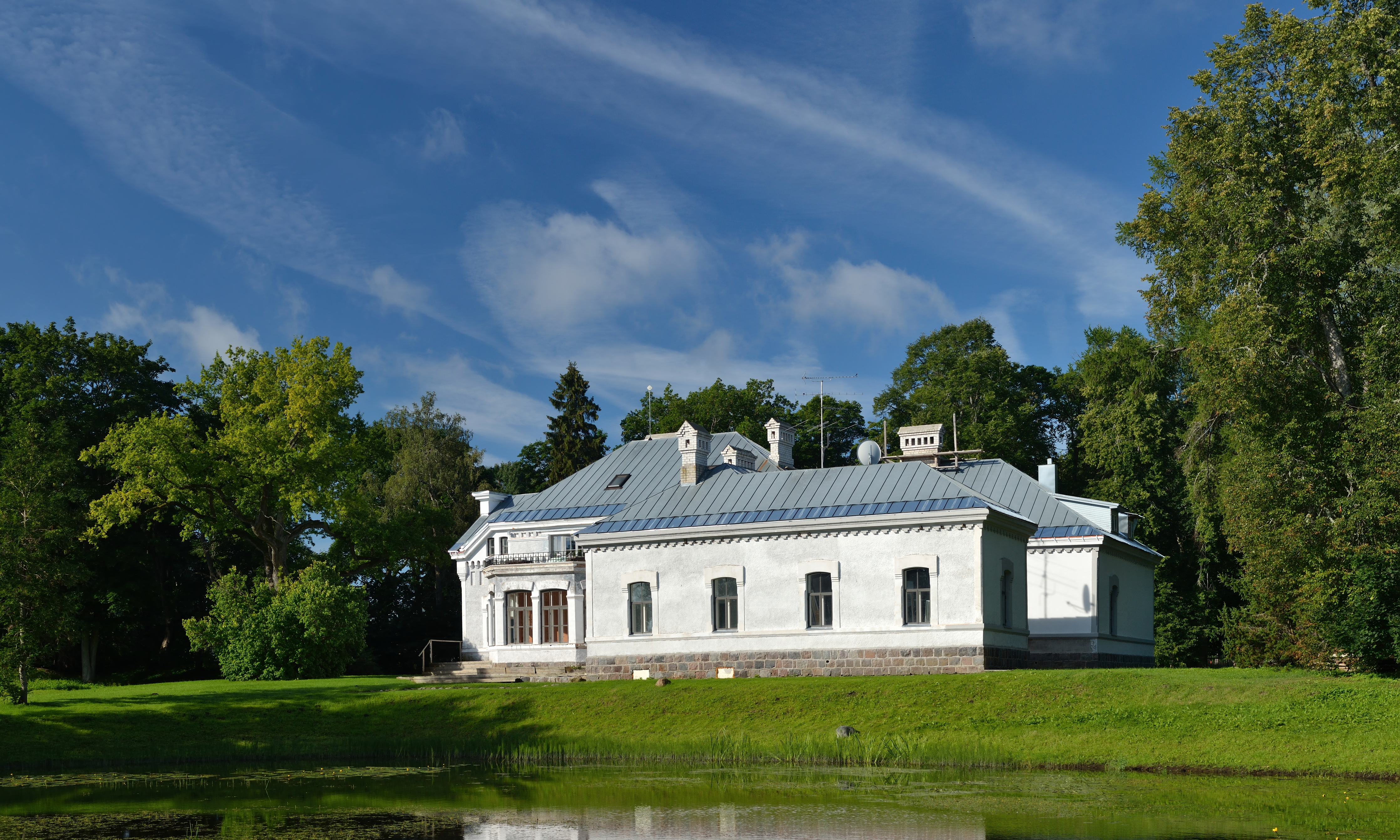
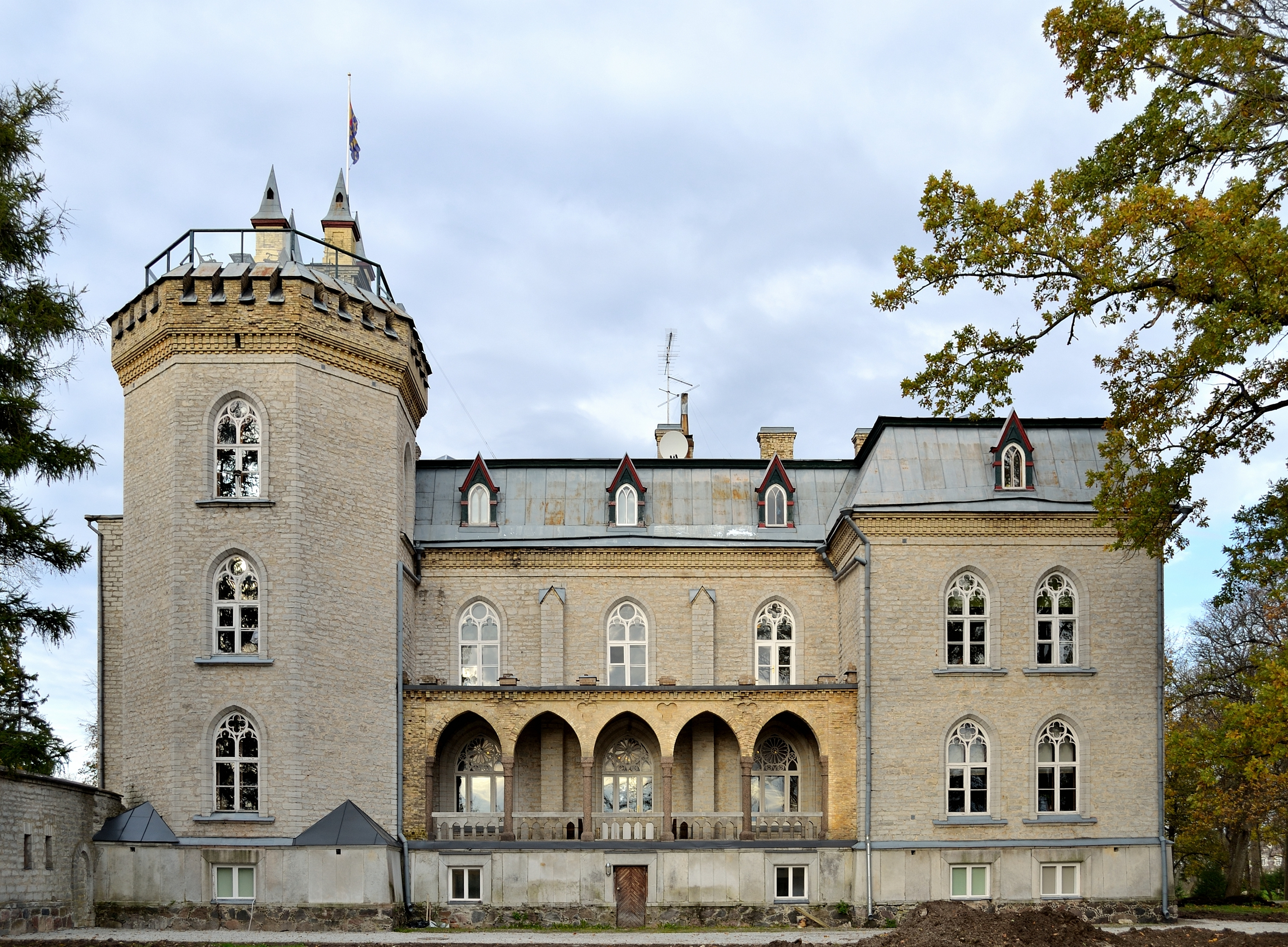
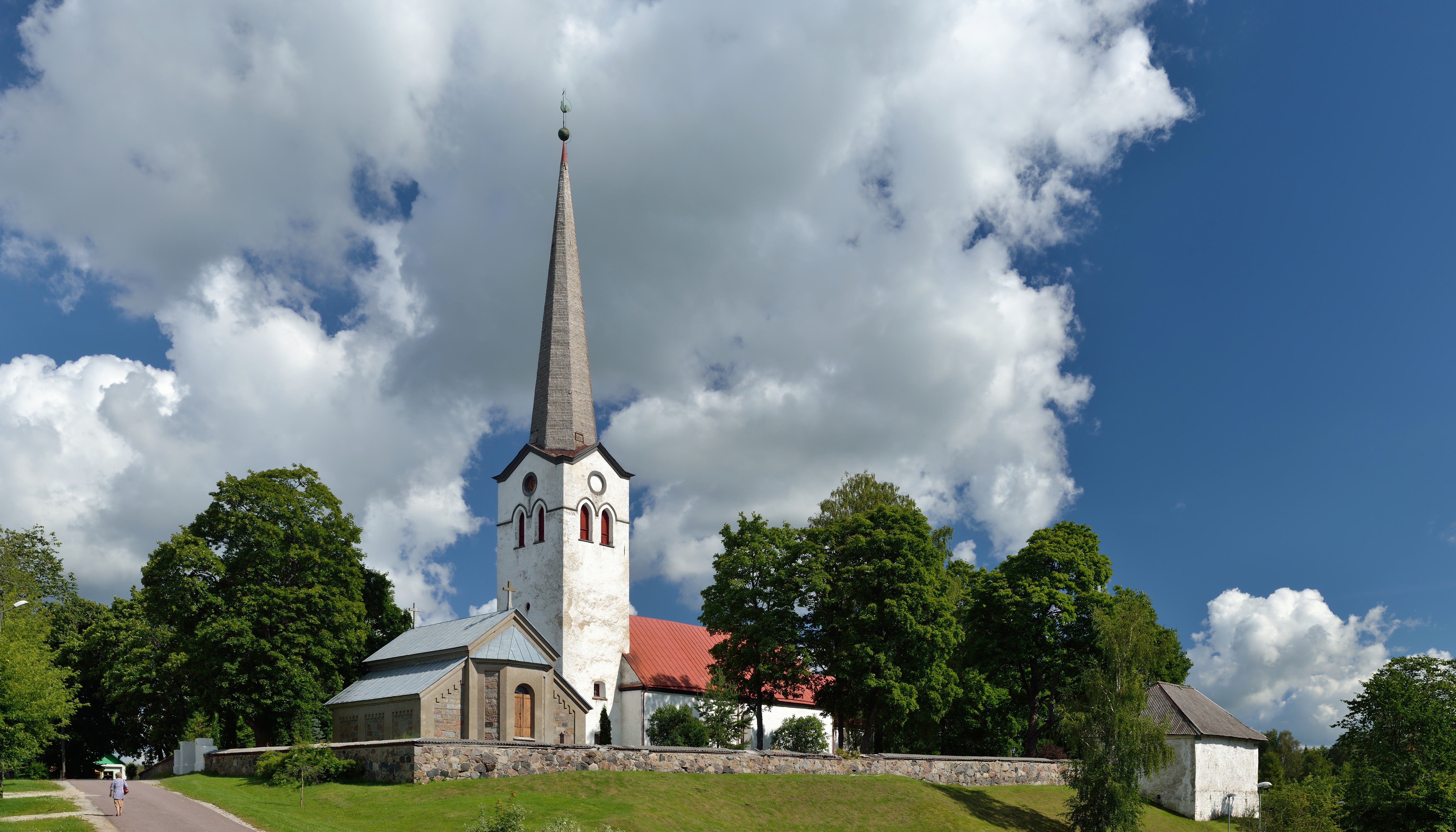
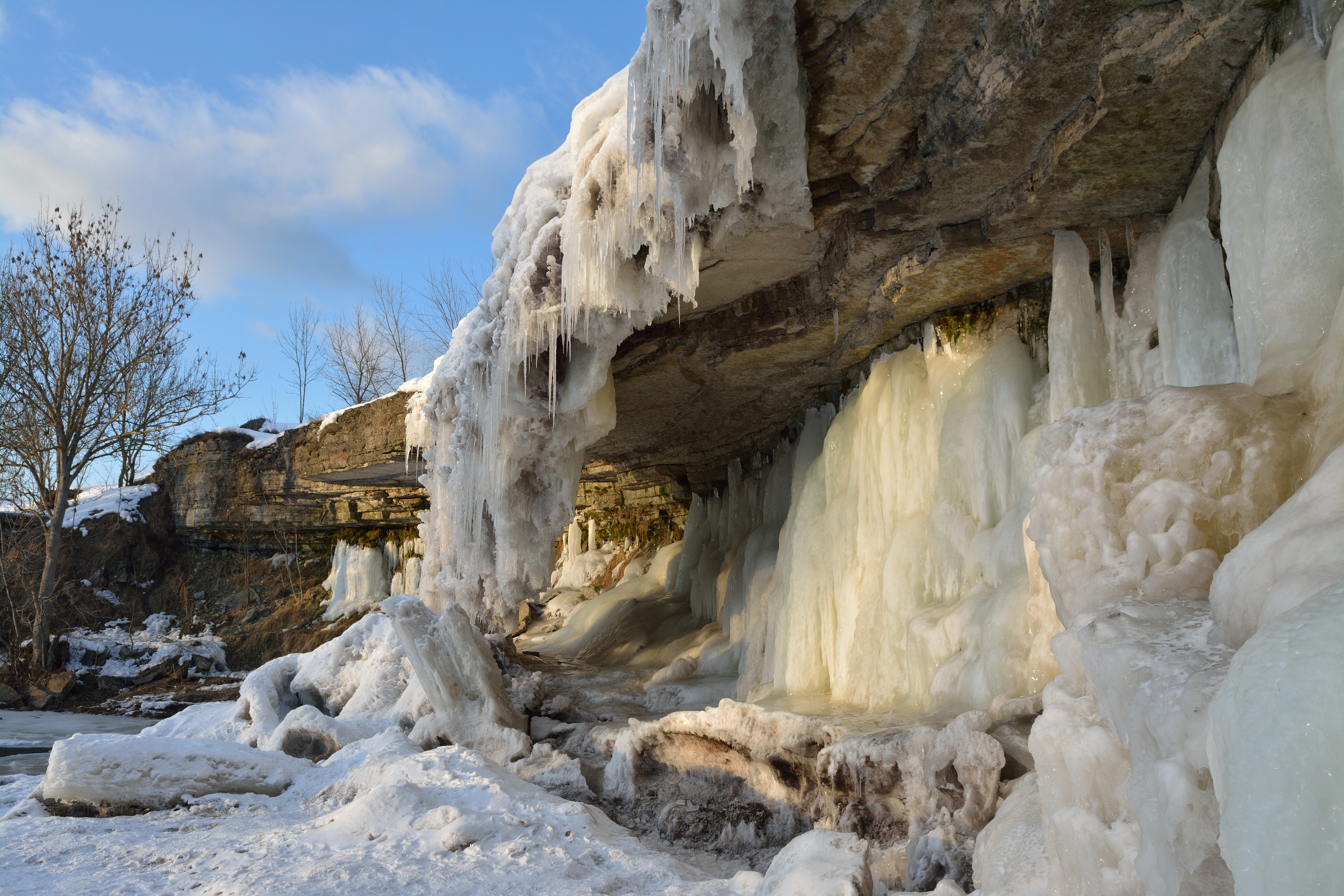
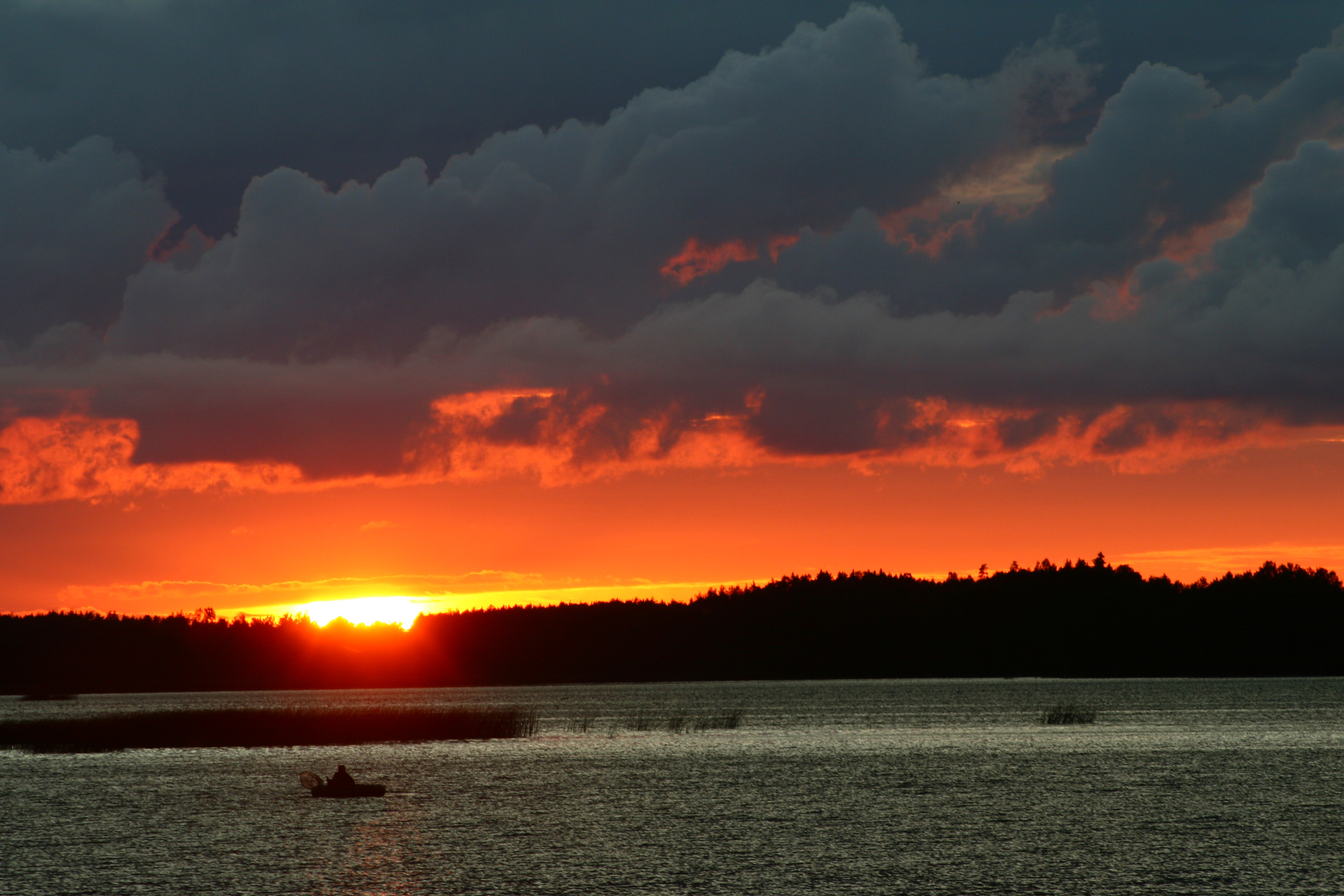
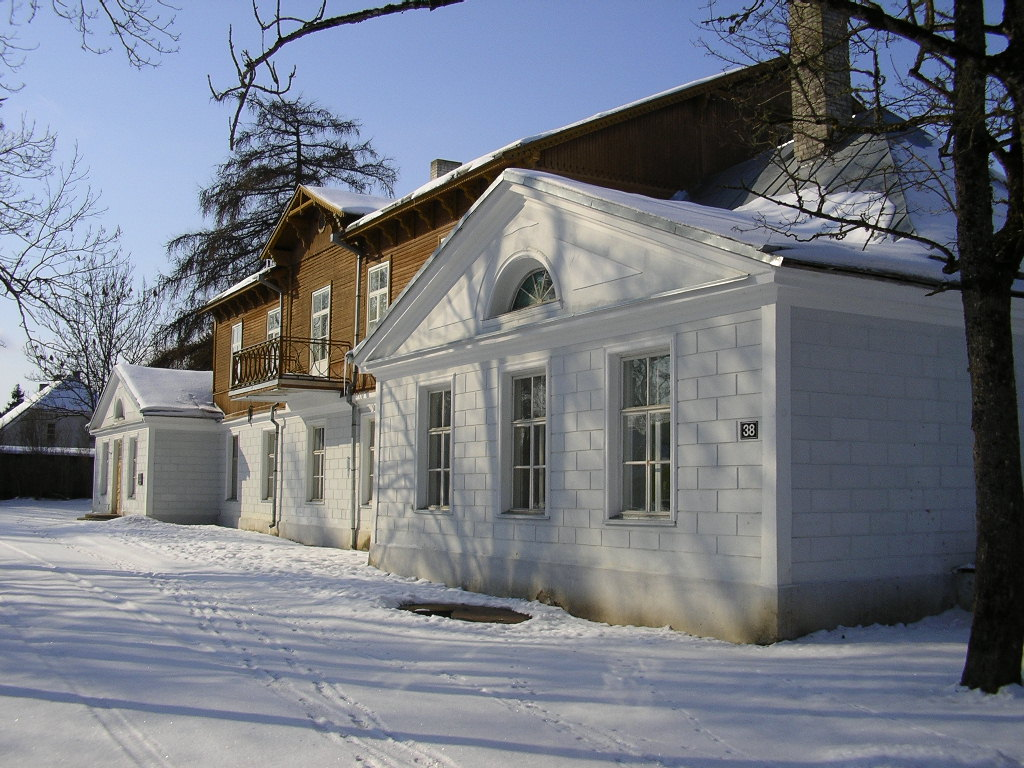